# Chalcocopris hesperus
Chalcocopris hesperus là một loài bọ cánh cứng trong họ Bọ hung (Scarabaeidae).